# Карозио
Карозио (итал. Carrosio) је насеље у Италији у округу Алесандрија, региону Пијемонт.
Према процени из 2011. у насељу је живело 431 становника. Насеље се налази на надморској висини од 272 м.

## Становништво
| 1936. | 1951. | 1961. | 1971. | 1981. | 1991. | 2001. | 2011. |
| ----- | ----- | ----- | ----- | ----- | ----- | ----- | ----- |
| 1.070 | 880   | 720   | 609   | 490   | 474   | 465   | 481   |